# Bánhidy József
Bánhidy József (Arad 1888. június 11. – Miskolc, 1973. június 12.) magyar színész, Bánhidy Ilona színésznő bátyja.

## Pályafutása
1908–1909-ben debütált Aradon, játszott Győrben, Pécsett, Zomborban, 1919-ben a Madách Színházban, majd Miskolcon, 1920–21-ben Debrecenben, a Reneszánsz Színházban, az Apolló Kabaré és Royal Orfeumban. 1939-től a Miskolci Nemzeti Színház tagja, 1949-től örökös tagja volt.
Sírja a mindszenti katolikus temetőben található.

## Színházai
Bánhidi a következő társulatokban és színházakban játszott:
- 1908–09 Arad
- 1910–11 Győr
- 1911–12 Pécs
- 1912–13 Zombor
- 1913–1915 Pécs
- 1919 Madách Színház (Budapest), majd Miskolc
- 1920–21 Debrecen
- 1922– Renaissance Színház, Apollo Kabaré, Royal Orfeum (Budapest)
- 1939–40 Kardoss Géza társulata
- 1940–1968 Miskolc

## Fontosabb szerepei
- Mikhál bán (Katona J.: Bánk bán)
- Első sírásó (Shakespeare: Hamlet, dán királyfi)
- Vackor (Shakespeare: Szentivánéji álom)

## Fordítás
- Ez a szócikk részben vagy egészben  a   József Bánhidy című eszperantó Wikipédia-szócikk ezen változatának fordításán alapul.  Az eredeti cikk szerkesztőit annak laptörténete sorolja fel. Ez a jelzés csupán a megfogalmazás eredetét és a szerzői jogokat jelzi, nem szolgál a cikkben szereplő információk forrásmegjelöléseként.